# Warren Entner
Warren Entner (* 7. července 1944, Boston, Massachusetts, USA) je americký rockový zpěvák, skladatel, varhaník a kytarista, nejvíce známý jako člen klasické sestavy rockové skupiny The Grass Roots. Dělal také manažera několika úspěšným heavy metalovým skupinám.